# Hirano Yuichi
Yuichi Hirano (sinh ngày 11 tháng 3 năm 1996) là một cầu thủ bóng đá người Nhật Bản.

## Sự nghiệp câu lạc bộ
Yuichi Hirano đã từng chơi cho Mito HollyHock.